# Tallacircuit magnètic
Un  disjuntor magnètic  és un interruptor automàtic que utilitza un electroimant per interrompre el corrent quan es dona un curtcircuit (no una sobrecàrrega). En funcionament normal, aquesta passa per la bobina de l'electroimant creant un camp magnètic feble. Si la intensitat és major d'un determinat valor, el camp magnètic creat és prou forta com per posar en funcionament un dispositiu mecànic que interromp el corrent elèctric. El valor d'aquest corrent sol ser d'entre 3 i 20 vegades més gran que el corrent nominal, protegint al circuit de curtcircuits.
Se solen usar per protegir motors amb arrencadors quan aquests últims disposen de protecció tèrmica integrada. (La protecció tèrmica és l'encarregada d'interrompre el corrent en condicions de sobrecàrrega).